# 甲斐田樹里
甲斐田 樹里（かいだ じゅり、1988年5月19日—）是日本的歌手、藝人、女子團體SDN48的前成員。東京都出身。AKS所屬。

## 人物・来歴
- 前職是澁谷109的店員。2009年8月1日起為SDN48的Under活動開始，2010年5月15日昇格為正規成員。
- 擁有合氣道、網球經驗。
- 興趣是料理。

## 参加曲

### 單曲CD選抜曲
SDN48名義
- 愛神觸發 - Under Girls A名義

AKB48名義
- 馬路須加學園頂尖藍調 - PV的参加

### 劇場公演小組曲
SDN48 1st Stage「誘惑的吊襪帶」公演
※仲里安也美畢業後、仲里的位置

## 出演

### 電視
- すっぽんの女たち（2010年8月4日・11日、朝日電視台）

### 廣播
- ON8（2010年8月2日、bayfm）

## 外部連結
- SDN48公式介紹[永久]
- 甲斐田樹里 公式網誌 （页面存档备份，存于） - GREE